# Wilma Newhoudt-Druchen
Wilma Newhoudt-Druchen (Città del Capo, 1964) è una politica sudafricana, membro della comunità sorda.

## Biografia
Membro della Comunità Sorda in Sudafrica, è stata la prima politica sorda ad essere eletta in un Parlamento nazionale. La terza era l'austriaca Helene Jarmer e la seconda la greca Dīmītra Arapoglou.
Deputata del partito African National Congress, dal 1999.
Dal 2011 è vicepresidente del World Federation of the Deaf.
Dal 1992 al 2005 ha studiato nel Gallaudet University